# لهوتا پود رادتشم
لهوتا پود رادتشم (به چکی: Lhota pod Radčem) یک منطقهٔ مسکونی در جمهوری چک است که در ناحیه روکیتسانی واقع شده‌است. لهوتا پود رادتشم ۷٫۳۶ کیلومتر مربع مساحت و ۳۲۳ نفر جمعیت دارد و ۴۹۸ متر بالاتر از سطح دریا واقع شده‌است.